# Fever (singel Cascady)
Fever – piosenka wykonywana przez niemieckie trio Cascada. Pochodzi ona z trzeciego albumu grupy Evacuate the Dancefloor (2009). Tekst został stworzony przez DJ Maniana i Yanou. Premiera utworu odbyła się 9 października 2009 roku.

## Teledysk
Oficjalna premiera teledysku odbyła się 18 września 2009 w serwisie Youtube. Akcja teledysku rozgrywa się w biurowcu.

## Lista utworów
- Niemcy CD Single

1. „Fever” (Radio Edit)
2. „Fever” (Extended Mix)

- Niemcy download release (Amazon MP3/Musicload)

1. „Fever” (Radio Edit)
2. „Fever” (Ryan Thistlebeck Remix)
3. „Fever” (Extended Mix)
4. „Fever” (Ian Carey Remix)
5. „Fever” (D.O.N.S. Remix)
6. „Fever” (Mowgli & Bagheera Remix)

- Niemcy iTunes release (Bonus)

1. „Fever” (Radio Edit)
2. „Fever” (Ryan Thistlebeck Remix)
3. „Fever” (Extended Mix)
4. „Fever” (Ian Carey Remix)
5. „Fever” (D.O.N.S. Remix)
6. „Fever” (Mowgli & Bagheera Remix)
7. „Fever” (Pasha Deluxe Remix)
8. „Fever” (Music Video)

- UK download release (iTunes/Amazon MP3)

1. „Fever” (Radio Edit)
2. „Fever” (Extended Mix)
3. „Fever” (Wideboys Radio Edit)
4. „Fever” (Wideboys Club Mix)
5. „Fever” (D.O.N.S. Remix)
6. „Fever” (Ian Carey Remix)
7. „Fever” (Hypasonic Remix)

## Notowania
| Notowanie (2009/2010) | Najwyższa pozycja |
| --------------------- | ----------------- |
| Australia             | 41                |
| Austria               | 38                |
| Niemcy                | 31                |
| Cypr                  | 15                |
| Europa                | 31                |
| Holandia              | 24                |
| Francja               | 10                |
| Nowa Zelandia         | 32                |
| Unia Europejska       | 194               |
| Słowacja Airplay      | 16                |

## Historia wydania
| Region                      | Data                | Format                      | Wytwórnia            |
| --------------------------- | ------------------- | --------------------------- | -------------------- |
| Niemcy, Austria, Szwajcaria | 9 października 2009 | CD single, digital download | Zooland              |
| Australia                   | 20 listopada 2009   | CD single, digital download | Universal            |
| Wielka Brytania             | 21 grudnia 2009     | CD single, digital download | All Around The World |
| Francja                     | 18 stycznia 2010    | CD single, digital download | Universal            |
| Stany Zjednoczone           | 26 stycznia 2010    | Digital download            | Robbins              |